# Enicospilus delphi
Enicospilus delphi là một loài tò vò trong họ Ichneumonidae.